# Comuna Pokașciv, Kiverți
Pokașciv (în ucraineană Покащів) este o comună în raionul Kiverți, regiunea Volînia, Ucraina, formată din satele Oderadî și Pokașciv (reședința).

## Demografie
Componența lingvistică a satului Pokașciv
     Ucraineană (99,7%)
     Alte limbi (0,3%)
Conform recensământului din 2001, majoritatea populației satului Pokașciv era vorbitoare de ucraineană (99,7%), existând în minoritate și vorbitori de alte limbi.